# Melanorosaurus
Melanorosaurus (Schwarze Bergechse, von altgriechisch μελανο-ορος-σαυρος melano-oros-saurus) war ein pflanzenfressender Dinosaurier aus der Gruppe der Plateosauria. Er lebte in der Obertrias (frühes Norium) vor etwa 228 bis 217 Millionen Jahren.
Die erste Beschreibung dieser Gattung erfolgte 1924 durch Sidney Henry Haughton, nachdem schädellose Überreste (Postkrania) am Nordhang des Thaba 'Nyama in Transkei, Südafrika gefunden wurden. Ein vollständiger Schädel wurde aber erst 2007 entdeckt und beschrieben.
Bisher kennt man zwei Arten des Melanorosaurus: Melanorosaurus thabanensis und Melanorosaurus readi, wobei letzterer als Typusart gilt. Die Funde stammen stratigraphisch aus den Schichten der Elliot-Formation, einer wichtigen Fossilfundstelle in Südafrika.

## Beschreibung
Melanorosaurus konnte bis zu 12 Meter lang werden. Sein großer Körper und seine Beine waren sehr robust. Man schließt daraus, dass er sich auf vier Beinen bewegte. Wie bei den meisten Sauropoden waren seine Wirbel zur Gewichtseinsparung mit luftgefüllten Kammern durchzogen (pneumatisiert).
Der Schädel war etwa 25 Zentimeter lang und lief nach vorn einer Dreiecksform zu. Das Zwischenkieferbein war mit je vier Zähnen pro Seite bestückt, dies ist ein Merkmal aller primitiven Sauropodomorpha. Weiterhin besaß der Oberkiefer jeweils 19 Zähne pro Seite.

## Klassifikation
Bisher zählte man Melanorosaurus zur Gruppe der Prosauropoden. Allerdings zählt man ihn aufgrund neuster Forschungsergebnisse nun zu den frühen Sauropoden.